# Luis Ferrero Acosta
Luis Ferrero Acosta (Orotina, 31 de enero de 1930 - San José, 17 de octubre de 2005) fue un ensayista, intelectual y especialista en arte y cultura costarricense.
Habiendo publicado en vida más de 100 libros de índole fundamentalmente cultural, y comprendiendo una variedad considerable de temas que van desde la antropología, historia del arte e historia de la literatura entre otros, se le considera como uno de los escritores más prolíficos de la literatura costarricense.

## Biografía
Luis Ferrero Acosta nació en la localidad alajuelense de Orotina, el 31 de enero de 1930, siendo hijo de Luis Ferrero Vargas y Beatriz Acosta Vega. Tenía ascendencia italiana por parte de su abuelo paterno, Andrés Ferrero Agnelo.
Realizó sus estudios primarios en la escuela Porfirio Brenes ubicada en Moravia y los estudios secundarios en el Liceo de Costa Rica. Sin embargo, estos últimos quedaron inconclusos de manera abrupta, al ser expulsado debido a que se rebeló contra un profesor que afirmaba que no existía una literatura costarricense.
Por esos tiempos Ferrero solía frecuentar al historiador Ricardo Fernández Guardia, que lo introdujo al pasado costarricense. Además de Fernández Guardia también solía visitar a Joaquín García Monge, recibiendo de este orientación humanista, dirigida hacia la defensa de la dignidad humana y la justicia civil. 
También acostumbraba observar en su labor creativa a escultores que eventualmente lo alentaron en su formación y a organizar sus ideas estéticas.

## Trayectoria

### Primeros aportes
En el año 1946 Ferrero empezó a colaborar con distintos periódicos costarricenses, como "Últimas Noticias", "Mujer y Hogar" y "Mundo Femenino", entre otros. A los pocos meses la Agencia Periodística Hispano Americana (APHA) ya distribuía sus artículos a una cadena de 125 periódicos latinoamericanos.
Con el pasar del tiempo colaboró con otros periódicos como el "Diario de Costa Rica" y la "Prensa Libre". Eventualmente, Ferrero también llegó a aportar a revistas tanto en el plano costarricense como en el internacional, como "Mujer" y "Cultura" de El Salvador, "La Pajarita de Papel" y "Tegucigalpa" de Honduras, "Humanismo" de México y "Litteræ" de Italia.
En 1951 formó parte del comité que tomó la decisión de crear la Casa del Artista, tras organizar una exposición de arte costarricense para inaugurar el edificio Keith y Ramírez.

### Humanismo
Ferrero estuvo en México de 1951 a 1995, en donde realizó estudios en el Colegio de México. El humanista mexicano Alfonso Reyes llegó a sugerirle lecturas y cavilaciones que llegaron a plasmarse en libros. Estando en ese país también llevó cursos de tipografía y artes del libro, lo cual le permitió, a su regreso a Costa Rica, poder introducir técnicas nuevas que favorecieron el proceso editorial.
Una vez en Costa Rica organizó la primera exposición individual del artista costarricense Francisco Zúñiga, llevada a cabo en el Museo Nacional. Además, ejerció la jefatura del departamento de publicaciones del Ministerio de Educación Pública.
Con respecto a su labor editorial, destaca la serie "Clásicos costarricenses", que es la raíz de la actual Editorial Costa Rica. Con tales publicaciones, Ferrero catalizó la renovación de los programas de la literatura costarricense en la segunda enseñanza, ocurrida en los años setenta. 
Entre los años 1969 y 1971 emprendió una campaña por todo Costa Rica para recoger fondos necesarios para proveer a las escuelas rurales de una biblioteca básica y para exigir al Ministerio de Educación Pública la creación de la Dirección de Bibliotecas Escolares. También se dedicó a organizar en conjunto con un grupo de libreros las primeras ferias del libro. Además, entre los años 1974 y 1979 realizó una serie de giras, otorgando conferencias a diferentes escuelas y colegios para conscientizar a los educadores en la urgencia del salvamento arqueológico.

### Labor periodística, artística y cultural
Su labor como periodista cultural la ejerció en un principio entre los años 1975 y 1985 en el suplemento "Áncora", del diario costarricense La Nación, y en su columna titulada "Pensándolo bien", del diario "Al Día", esta última entre los años 1993 y 1995.
En el año 1977 Ferrero fue nombrado miembro de la Junta Administrativa del Museo Nacional de Costa Rica y a la vez asesor del Departamento de Patrimonio Histórico del Ministerio de Cultura, Juventud y Deportes. Ese mismo año fue invitado por el gobierno de la República Federal de Alemania para asistir a la exposición internacional Dokumenta 6 en Kassel y al congreso de la Asociación Internacional de Críticos de Arte, en Berlín.
Entre 1979 y 1981 Ferrero fue curador de arte en el Museo de Arte Costarricense (siendo el primero en Costa Rica). Estando en tal cargo organizó, entre otras, las exposiciones retrospectivas de Juan Rafael Chacón, Luisa González de Sáenz y Ezequiel Jiménez Rojas. Ese último año aceptó el cargo de profesor en el Instituto Tecnológico de Costa Rica, específicamente en la carrera de Diseño Industrial.
Para 1982 participó como asesor de la serie de documentales "Arte, Historia y Bellezas de Costa Rica" que produjo Ricardo J. Méndez Alfaro para el Departamento de Teleformación del Instituto Nacional de Aprendizaje.

## Reconocimiento y últimos años
Durante su vida, Ferrero viajó a países de Suramérica y Europa, entre ellos Alemania, Noruega, Dinamarca y Suecia, dictando conferencias acerca de la escultura y el pensamiento utópico de la juventud ácrata de principios del siglo XX, reflejado en el ensayo costarricense.
El Consejo de Europa lo distinguió junto con otros críticos latinoamericanos para asistir a la exposición "Tendencias de los años veintes" en Berlín, pudiendo dictar conferencias visitando varias universidades europeas.
En 1987 recibió el Premio Magón, considerado el máximo galardón que se le puede otorgar a un artista o intelectual costarricense.
En los últimos años continuó siendo invitado a distintos congresos internacionales a los cuales no pudo asistir por motivos de salud. Aun así, era frecuentemente visitado por distintos intelectuales extranjeros.
A pesar de estos y otros reconocimientos que recibió en vida, Ferrero siempre manifestó cierta extrañeza y desconsuelo al notar como muchos extranjeros seguían su obra, mientras que los costarricenses en general nunca mostraron gran interés en ello.
Durante sus últimos años de vida sufrió algunas penurias económicas, al no recibir una pensión digna. Ante tal situación los diputados de la Asamblea Legislativa llegaron a calificar el asunto como una "injusticia" y una "vergüenza nacional", pero nunca llegaron a modificar nada al respecto. Así, Ferrero prefirió olvidarse de eso y continuó escribiendo.
Murió el 17 de octubre del 2005, a la edad de 75 años, a causa de un paro cardiorrespiratorio.